# Eugene Smith
William Eugene Smith (Wichita, Kansas, 30 de diciembre de 1918 - Arizona, 15 de octubre de 1978) fue un reportero fotográfico estadounidense.

## Biografía
Smith se graduó en la Alta Escuela del Norte de Wichita, en 1936. Empezó su carrera realizando fotografías para dos periódicos locales, The Eagle y The Beacon. Se mudó a New York y comenzó a trabajar para el Newsweek y comenzó a ser conocido por su incesante perfeccionismo y su personalidad. Eugene Smith salió de Newsweek por negarse a usar cámaras de formato medio, uniéndose a la revista Life en 1939. Pronto dimitió de su puesto en la revista Life y fue herido en 1942 mientras simulaba una pelea para la revista Parade.
Trabajó como corresponsal para la publicación Ziff-Davis, y de nuevo para la revista Life; Smith fotografió la Segunda Guerra Mundial desde las fronteras de las islas estadounidenses, realizando las fotografías de la ofensiva estadounidense contra Japón y tomando fotos de los marines estadounidenses y de los prisioneros de guerra japoneses en Saipán, Guam, Iwo Jima y Okinawa. En Okinawa, Smith fue herido por un mortero. Una vez recuperado, y profundamente desilusionado de la fotografía de guerra Smith continuó su labor en Life y perfeccionó el ensayo fotográfico, desde 1947 hasta 1954. En 1950, viaja hasta el Reino Unido para cubrir las elecciones generales, en las cuales sale victorioso Clement Attlee, del Partido Laborista. La editorial de la revista Life se mostraba en contra de un gobierno laborista, pero los ensayos de Smith sobre Attlee eran muy positivos. Finalmente, un número limitado de fotografías de Smith de la clase obrera británica fue publicada en Life. En la década de los 50 se une a la Agencia Magnum.
Smith se volvió a separar de Life porque la revista había usado sus fotos sobre Albert Schweitzer. Empezó un proyecto documental sobre Pittsburgh, donde profundiza su metodología de trabajo de profunda implicación con el objeto de su documentación. El proyecto sobre Pittsburgh, encargo recibido de la Agencia Magnum, debía realizarse en 3 semanas y Smith lo extiende por un año, sin quedar nunca conforme con los resultados y la selección que finalmente publica Magnum. Son muy conocidas las disputas que Smith sostiene con los editores fotográficos con los que tiene que trabajar, y es el primer fotógrafo que abre la discusión sobre la importancia de la participación del autor de las fotografías en la edición final, respecto de los procesos de selección de las fotos que finalmente se publican, su orden y disposición en la página, así como los textos y epígrafes que las acompañan. Publica además una serie de libros de sus ensayos fotográficos, en los cuales Smith buscaba tener el auténtico control sobre el proceso de edición de las fotografías del libro, llegando a tener una gran fama de incoformista. Murió el 15 de octubre de 1978 debido al abuso de drogas y alcohol.[cita requerida]
Actualmente, la fundación William Eugene Smith promueve la fotografía humanista, que desde 1980 premia a los fotógrafos comprometidos en este campo.

## Fotografías famosas
- (1944) fotografía en la cual un soldado estadounidense en Saipán encuentra a un niño herido.
- The Walk to Paradise Garden (1946) fotos de sus dos hijos andando agarrados de las manos.
- Country Doctor (1948) ensayo fotográfico del Doctor Ernest Ceriani en el pequeño pueblo de Kremmling, Colorado. Fue la primera fotografía del llamado foto relato, corriente del fotoperiodismo moderno.
- Spanish Village (1950) ensayo fotográfico del pueblo extremeño de Deleitosa, en España,[2] realizando 1575 fotografías y un informe de 24 páginas para el reportaje. Se tiraron 22 millones de ejemplares entre el original y las reediciones.[nota 1]
- Nurse Midwife (1951) ensayo fotográfico sobre la enfermera Maude Callen, en California del Sur.
- A Man of Mercy (1954) ensayo fotográfico del Doctor Albert Schweitzer y su trabajo humanitario en la Francia Ecuatorial, África.
- Pittsburgh (1955) fotografías sobre la ciudad industrial en decadencia. Un proyecto para la Agencia Magnum que inicialmente era de tres semanas y se extendió por un año.
- Haití 1958-1959 ensayo fotográfico de un Instituto psiquiátrico en Haití.
- Minamata 1971-1975 ensayo fotográfico sobre los efectos de la polución industrial en el pueblo pesquero de Minamata (Kumamoto, Japón).